# Masters of Formula 3 2010
Il XX  Masters of Formula 3 2010 è stata la ventesima edizione del Masters di Formula 3, gara riservata a vetture di Formula 3, tenuta sul circuito di Zandvoort nei Paesi Bassi, il 6 giugno 2010.
La gara è stata vinta, per il secondo anno consecutivo, dal pilota finlandese Valtteri Bottas, per l'ART Grand Prix.

## Piloti e team
| Team                       | Telaio                  | Nr | Pilota                 | Serie                 |
| -------------------------- | ----------------------- | -- | ---------------------- | --------------------- |
| ART Grand Prix             | Dallara F308-Mercedes   | 1  | Valtteri Bottas        | Formula 3 Euro Series |
| ART Grand Prix             | Dallara F308-Mercedes   | 2  | Alexander Sims         | Formula 3 Euro Series |
| ART Grand Prix             | Dallara F308-Mercedes   | 3  | Jim Pla                | Formula 3 Euro Series |
| Carlin Motorsport          | Dallara F308-Volkswagen | 4  | Jean-Éric Vergne       | F3 britannica         |
| Carlin Motorsport          | Dallara F308-Volkswagen | 5  | Jazeman Jaafar         | F3 britannica         |
| Carlin Motorsport          | Dallara F308-Volkswagen | 6  | Lucas Foresti          | F3 britannica         |
| Carlin Motorsport          | Dallara F308-Volkswagen | 7  | Rupert Svendsen-Cook   | F3 britannica         |
| Signature                  | Dallara F309-Volkswagen | 9  | Edoardo Mortara        | Formula 3 Euro Series |
| Signature                  | Dallara F308-Volkswagen | 10 | Marco Wittmann         | Formula 3 Euro Series |
| Signature                  | Dallara F308-Volkswagen | 11 | Laurens Vanthoor       | Formula 3 Euro Series |
| Signature                  | Dallara F308-Volkswagen | 12 | Stef Dusseldorp        | F3 tedesca            |
| Hitech Racing              | Dallara F310-Volkswagen | 14 | Gabriel Dias           | F3 inglese            |
| Hitech Racing              | Dallara F310-Volkswagen | 15 | William Buller         | F3 inglese            |
| Mücke Motorsport           | Dallara F308-Mercedes   | 16 | Roberto Merhi          | F3 Euro Series        |
| Mücke Motorsport           | Dallara F308-Mercedes   | 17 | Carlos Muñoz           | F3 Euro Series        |
| Mücke Motorsport           | Dallara F308-Mercedes   | 18 | Nigel Melker           | GP3 Series            |
| Prema Powerteam            | Dallara F309-Mercedes   | 21 | Daniel Juncadella      | F3 Euro Series        |
| Prema Powerteam            | Dallara F308-Mercedes   | 22 | Nicolas Marroc         | F3 Euro Series        |
| Sino Vision Racing         | Dallara F308-Mercedes   | 24 | Adderly Fong           | F3 inglese            |
| Sino Vision Racing         | Dallara F308-Mercedes   | 25 | Wayne Boyd             | F3 inglese            |
| Motopark Academy           | Dallara F308-Volkswagen | 27 | António Félix da Costa | F3 Euro Series        |
| Motopark Academy           | Dallara F308-Volkswagen | 28 | Matias Laine           | F3 Euro Series        |
| CF Racing/Manor Motorsport | Dallara F308-Mercedes   | 30 | Hywel Lloyd            | F3 britannica         |
| CF Racing/Manor Motorsport | Dallara F308-Mercedes   | 31 | Rio Haryanto           | GP3 Series            |

### Qualifiche
| Pos | Nr | Pilota                 | Team                       | Q1       | Q2          |
| --- | -- | ---------------------- | -------------------------- | -------- | ----------- |
| 1   | 2  | Alexander Sims         | ART Grand Prix             | 1:31.724 | 1:30.956    |
| 2   | 1  | Valtteri Bottas        | ART Grand Prix             | 1:31.728 | 1:31.112    |
| 3   | 10 | Marco Wittmann         | Signature                  | 1:31.841 | 1:31.463    |
| 4   | 16 | Roberto Merhi          | Mücke Motorsport           | 1:31.991 | 1:31.641    |
| 5   | 17 | Carlos Muñoz           | Mücke Motorsport           | 1:32.127 | 1:31.667    |
| 6   | 18 | Nigel Melker           | Mücke Motorsport           | 1:32.667 | 1:31.687    |
| 7   | 9  | Edoardo Mortara        | Signature                  | 1:31.812 | 1:31.713    |
| 8   | 4  | Jean-Éric Vergne       | Carlin                     | 1:31.992 | 1:31.765    |
| 9   | 15 | William Buller         | Hitech Racing              | 1:32.747 | 1:31.780    |
| 10  | 3  | Jim Pla                | ART Grand Prix             | 1:32.544 | 1:31.812    |
| 11  | 27 | António Félix da Costa | Motopark Academy           | 1:32.150 | 1:31.969    |
| 12  | 21 | Daniel Juncadella      | Prema Powerteam            | 1:36.221 | 1:31.993    |
| 13  | 5  | Jazeman Jaafar         | Carlin                     | 1:32.724 | 1:32.070    |
| 14  | 11 | Laurens Vanthoor       | Signature                  | 1:32.077 | senza tempo |
| 15  | 12 | Stef Dusseldorp        | Signature                  | 1:32.868 | 1:32.086    |
| 16  | 7  | Rupert Svendsen-Cook   | Carlin                     | 1:33.008 | 1:32.125    |
| 17  | 14 | Gabriel Dias           | Hitech Racing              | 1:32.803 | 1:32.238    |
| 18  | 22 | Nicolas Marroc         | Prema Powerteam            | 1:33.008 | 1:32.430    |
| 19  | 6  | Lucas Foresti          | Carlin                     | 1:33.046 | 1:32.529    |
| 20  | 28 | Matias Laine           | Motopark Academy           | 1:33.170 | 1:32.569    |
| 21  | 30 | Hywel Lloyd            | CF Racing/Manor Motorsport | 1:33.194 | 1:32.777    |
| 22  | 31 | Rio Haryanto           | Manor Motorsport           | 1:35.889 | 1:33.099    |
| 23  | 25 | Wayne Boyd             | Sino Vision Racing         | 1:33.753 | 1:34.501    |
| 24  | 24 | Adderly Fong           | Sino Vision Racing         | 1:33.834 | 1:34.798    |

## Gara
| Pos                                                                           | Nr | Pilota                 | Team                       | Giri | Tempo/Ritiro | Griglia |
| ----------------------------------------------------------------------------- | -- | ---------------------- | -------------------------- | ---- | ------------ | ------- |
| 1                                                                             | 1  | Valtteri Bottas        | ART Grand Prix             | 25   | 0:41:38.851  | 2       |
| 2                                                                             | 2  | Alexander Sims         | ART Grand Prix             | 25   | +1.131       | 1       |
| 3                                                                             | 10 | Marco Wittmann         | Signature                  | 25   | +11.054      | 3       |
| 4                                                                             | 4  | Jean-Éric Vergne       | Carlin                     | 25   | +12.693      | 8       |
| 5                                                                             | 9  | Edoardo Mortara        | Signature                  | 25   | +18.563      | 7       |
| 6                                                                             | 14 | Gabriel Dias           | Hitech Racing              | 25   | +1:07.717    | 17      |
| 7                                                                             | 6  | Lucas Foresti          | Carlin                     | 25   | +1:11.166    | 19      |
| 8                                                                             | 25 | Wayne Boyd             | Sino Vision Racing         | 25   | +1:14.084    | 23      |
| 9                                                                             | 30 | Hywel Lloyd            | CF Racing/Manor Motorsport | 25   | +1:15.227    | 21      |
| 10                                                                            | 31 | Rio Haryanto           | Manor Motorsport           | 24   | +1 giro      | 22      |
| 11                                                                            | 15 | William Buller         | Hitech Racing              | 24   | +1 giro      | 9       |
| 12                                                                            | 16 | Roberto Merhi          | Mücke Motorsport           | 24   | +1 giro      | 4       |
| 13                                                                            | 7  | Rupert Svendsen-Cook   | Carlin                     | 24   | +1 giro      | 16      |
| 14                                                                            | 18 | Nigel Melker           | Mücke Motorsport           | 24   | +1 giro      | 6       |
| 15                                                                            | 17 | Carlos Muñoz           | Mücke Motorsport           | 24   | +1 giro      | 5       |
| 16                                                                            | 21 | Daniel Juncadella      | Prema Powerteam            | 23   | +2 giri      | 12      |
| 17                                                                            | 24 | Adderly Fong           | Sino Vision Racing         | 23   | +2 giri      | 24      |
| 18                                                                            | 27 | António Félix da Costa | Motopark Academy           | 23   | +2 giri      | 11      |
| 19                                                                            | 22 | Nicolas Marroc         | Prema Powerteam            | 23   | +2 giri      | 18      |
| 20                                                                            | 28 | Matias Laine           | Motopark Academy           | 22   | +3 giri      | 20      |
| 21                                                                            | 12 | Stef Dusseldorp        | Signature                  | 22   | +3 giri      | 15      |
| 22                                                                            | 11 | Laurens Vanthoor       | Signature                  | 22   | +3 giri      | 14      |
| Rit                                                                           | 5  | Jazeman Jaafar         | Carlin                     | 2    | Ritirato     | 13      |
| Rit                                                                           | 3  | Jim Pla                | ART Grand Prix             | 2    | Ritirato     | 10      |
| Giro veloce: Jean-Éric Vergne, 1'32"788, in 167,104 km/h di media, al giro 17 |    |                        |                            |      |              |         |